# Іст-Фаллоу Тауншип (округ Честер, Пенсільванія)
Іст-Фаллоу Тауншип (англ. East Fallowfield Township) — селище (англ. township) в США, в окрузі Честер штату Пенсільванія. Населення — 7626 осіб (2020).

## Демографія
Згідно з переписом 2010 року, у селищі мешкало 7449 осіб у 2640 домогосподарствах у складі 2078 родин. Було 2762 помешкання
Расовий склад населення:
| - 84,9 % — білих - 9,3 % — чорних або афроамериканців - 1,8 % — азіатів - 0,1 % — корінних американців - 1,6 % — осіб інших рас |

До двох чи більше рас належало 2,3 %. Частка іспаномовних становила 4,6 % від усіх жителів.
За віковим діапазоном населення розподілялося таким чином: 25,5 % — особи молодші 18 років, 65,0 % — особи у віці 18—64 років, 9,5 % — особи у віці 65 років та старші. Медіана віку мешканця становила 37,9 року. На 100 осіб жіночої статі у селищі припадало 101,5 чоловіків;  на 100 жінок у віці від 18 років та старших — 100,7 чоловіків також старших 18 років.
Середній дохід на одне домашнє господарство  становив 101 947 доларів США (медіана — 93 125), а середній дохід на одну сім'ю — 111 446 доларів (медіана — 108 458). За межею бідності перебувало 3,0 % осіб, у тому числі 0,5 % дітей у віці до 18 років та 3,3 % осіб у віці 65 років та старших.
Цивільне працевлаштоване населення становило 4207 осіб. Основні галузі зайнятості: освіта, охорона здоров'я та соціальна допомога — 27,8 %, роздрібна торгівля — 12,8 %, виробництво — 12,0 %, науковці, спеціалісти, менеджери — 11,4 %.